# Uchū no Stellvia
Uchū no Stellvia (宇宙のステルヴィア?, Uchū no Suteruvia, lett. "Stellvia dell'Universo"), conosciuto anche come Stellvia of the Universe o più semplicemente Stellvia, è una serie televisiva anime fantascientifica composta da 26 episodi e prodotta dallo studio Xebec.
Nel maggio 2003 iniziò ad essere pubblicato un adattamento in forma di manga nel mensile Dengeki Daioh. Un sequel della versione animata fu annunciato nel 2005, ma il progetto venne abbandonato in seguito ad alcune divergenze interne.
"Stellvia" è in realtà una sincrasi di due parole di origine latina, "stella" e "via". Il termine si potrebbe quindi approssimativamente tradurre in "via per le stelle". 

## Trama
Anno 2167 d.C.: la Terra viene devastata da una potente onda d'urto elettromagnetica causata dall'esplosione e conseguente trasformazione in supernova della stella Hydrus Beta, distante 20 anni luce dal pianeta muoiono 3 dei 14 miliardi di persone. 189 anni dopo, nell'anno 2356 d.C., la società umana è stata ricostruita e si è unita per fronteggiare efficacemente l'arrivo della Second Wave, una seconda onda d'urto proveniente dalla supernova che, al contrario della prima, contiene una gran quantità di materia in grado di causare danni irreparabili. 
Sei stazioni spaziali chiamate Foundation sono state costruite e spedite nello spazio per riuscire a fronteggiare più efficacemente la minaccia incombente. Oltre a svolgere le loro funzioni di monitoraggio, questi giganteschi complessi accettano ogni anno studenti provenienti dalla Terra che desiderano diventare piloti spaziali e combattere per il proprio pianeta.
È sulla Foundation Stellvia che si svolge la storia di Katase Shima, una ragazzina quindicenne che, stregata dalle stelle, decide di iscriversi all'accademia e vivere un'avventura che cambierà per sempre la sua vita e quella di tutti intorno a lei.

## Personaggi

### Studenti di Stellvia
Shima Katase (片瀬志麻?, Katase Shima)
Doppiatrice: Ai Nonaka
La protagonista della serie, soprannominata Shiipon (しーぽん?) a causa del suo strano modo di evitare gli ostacoli.
Come il resto dei personaggi, Shima inizia la sua avventura tra le stelle all'età di quindici anni e raggiunge i diciotto nell'ultimo episodio. Ostacolata da una madre eccessivamente protettiva, la ragazza si mette in testa di raggiungere la stazione spaziale Stellvia per diventare un pilota; durante il viaggio di partenza conosce quella che sarebbe diventata la sua migliore amica e compagna di stanza, Arisa Glennorth.
Ciò che spinge Katase a lasciare la Terra è il suo desiderio di guardare le stelle direttamente, senza dover volgere lo sguardo al cielo ma nel corso della serie la ragazza matura e scopre di voler sempre migliorarsi per ottenere il meglio. Dopo un brusco inizio, durante il quale è costantemente ultima nella classe di pilotaggio, Shima comincia ad applicare i suggerimenti del compagno di classe Kōta e capisce che ciò che le impedisce di pilotare correttamente è la sua eccessiva preoccupazione per le informazioni che appaiono sugli schermi della sua navicella durante il volo. Il risultato di questa constatazione è un incremento del suo rendimento come pilota che, unito alla sua innata abilità di programmazione, la rende ancora più formidabile nel'abitacolo.
Dal carattere ambiguo e talvolta altalenante, Shima alterna momenti di assoluta sicurezza e fermezza di spirito a momenti di totale depressione e timidezza. Quest'aspetto del suo carattere fa da freno anche al suo rapporto di coppia con Kōta, suo primo amore; tuttavia, a farle da supporto morale e "consigliere in amore" vi sono sempre le sue amiche, Arisa in primis, che la curano e la proteggono in ogni modo.
Shima nel corso della serie dimostra più volte le sue doti di pilota, distinguendosi come campionessa di Astro Bowl (sport spaziale simile alla palla mano ma giocato con le navicelle), pilotando in seconda il robot da guerra Infinity durante la Great Mission (l'unica, oltre a Kōta, a poterlo fare, data l'elevata difficoltà dell'uso del sistema di guida), partecipando alla missione di difesa e recupero di un gruppo di scienziati dalla Foundation Ultima durante un'azione di guerra (la prima dopo svariati secoli) e diventando infine il primo pilota del robot Halcyon durante la Genesis Mission, imprese che faranno di lei un personaggio estremamente famoso sul pianeta Terra. Il suo nome deriva dalla stazione Katase-Enoshima (片瀬江ノ島駅?, Katase-Enoshima eki) di Fujisawa.
Kōta Otoyama (音山光太?, Otoyama Kōta)
Doppiatore: Takahiro Mizushima
Uno studente di Stellvia, compagno di classe di Shima. Personaggio a tratti enigmatico, intraprende una relazione romantica con Shipon nonostante molto di lui rimanga sconosciuto. Ha una sorella maggiore che dirige un osservatorio astronomico in Giappone. Ama dare consigli criptici ed enigmatici e durante i test sempre come voto C, indipendentemente dalla complessità dell'esame.
Dopo essere stato avvertito che Ayaka sta per attaccare Shima durante l'addestramento, Kōta riesce a salvare l'amica dimostrando abilità di pilotaggio straordinarie, tanto da eccedere le capacità tecniche stesse della navicella che usava, permettendogli di compiere manovre che in teoria non sarebbero state possibili.
Arisa Glennorth (アリサ・グレンノース?, Arisa Guren'nōsu)
Doppiatrice: Yuki Matsuoka
Una studentessa di Stellvia, compagna di classe di Shima. Come il resto dei protagonisti della serie, Arisa inizia il suo viaggio tra le stelle all'età di quindici anni. Orfana di entrambi i genitori, la ragazza è stata mantenuta dai suoi parenti fino alla sua partenza per Stellvia. I suoi genitori morirono in un terribile incidente che provocò inoltre il deterioramento cellulare della sua unica sorellina, Mia.
Arisa ha un carattere ottimista, aperto, forte ed altruista. Di notevole carisma, è praticamente amica di tutti, tanto da essere considerata la più popolare dell'intera fondazione. È stata proprio lei ad eleggere Katase a sua migliore amica durante il viaggio di partenza per la stazione orbitale. Prodiga di ottimi consigli, è sempre in prima linea per organizzare eventi ed aiutare a superare le continue crisi depressive e sentimentali dell'amica. Arisa ama dare soprannomi a qualsiasi cosa, persone e oggetti compresi: dopo aver visto il modo in cui Shima evitava gli ostacoli, la ragazza decide di soprannominarla "Shiipon", una sincrasi fra la "Shi" di "Shima" e il "pon" di Ponpon; stesso trattamento viene riservato per i robot Infinity e Halcyon, soprannominati rispettivamente Infy (インフィー?, Infii) e 'lcyon (ルッキョン?, Rukkyon).
All'inizio della serie Arisa intraprende la carriera di pilota insieme al resto del gruppo ma, non potendo competere con l'abilità di Shipon e volendo evitare uno scontro con l'amica o eventuali suoi scatti di gelosia, decide di trasferire i propri studi verso la meccanica e la riparazione, campo nel quale eccelle. Distintasi per aver costruito macchinari ad elevata tecnologia ed aver pilotato tre Bianca contemporaneamente durante la Genesis Mission al fine di montare e calibrare due generatori sul robot Halcyon, ad Arisa viene proposto di diventare una professionista dal più grande manipolatore della storia. Non si sa se la ragazza abbia accettato o meno questo incarico.
È l'unica del gruppo a non avere una relazione sentimentale con un membro della fondazione e, quando si entra in argomento, tende sempre ad essere vaga e schiva. Nell'ultimo episodio, Arisa (ormai diciottenne e studente regolare) converte gran parte dei suoi crediti universitari in soldi al fine di far iniziare la carriera di astronauta a sua sorella minore, a dimostrazione del suo grande cuore e del suo totale altruismo. Il suo nome deriva dalla stazione Shimo-Kitazawa (下北沢駅?, Shimo-Kitazawa eki) di Tōkyō.
Rinna Kazamatsuri (風祭りんな?, Kazamatsuri Rinna)
Doppiatrice: Ryō Hirohashi
Una studentessa della stazione spaziale Ultima, trasferitasi a Stellvia per poter sfidare Shima, la persona che la ragazza vede al contempo come una rivale ed una buona amica. A causa della mancanza di studenti su Ultima (in quanto la più giovane delle stazioni spaziali e quindi ancora incompleta) Rinna si ritrovava molto spesso da sola e con nient'altro da fare se non giocare con i simulatori. Come risultato la ragazza con il tempo divenne esperta nel pilotaggio e nei movimenti in assenza di gravità, tanto da superare in tecnica anche la maggior parte delle persone più vecchie di lei di anni. All'inizio della serie Rinna ha 12 anni, mentre nell'ultimo episodio 15. Il suo nome deriva dalla stazione Kazamatsuri (風祭駅?, Kazamatsuri eki) di Odawara.
Yayoi Fujisawa (藤沢やよい?, Fujisawa Yayoi)
Doppiatrice: Fumiko Orikasa
Una studentessa di Stellvia, compagna di classe di Shima nonostante sia più vecchia rispetto al resto del corso. Entrata nel progetto Stellvia due anni prima rispetto all'inizio dell'anime, Yayoi dovette ritirarsi a causa di un incidente dalla quale fu salvata da Ayaka, la stessa persona che alla fine si scoprì esserne l'artefice.
Vedendo Ayaka invitare Shima a fare un allenamento individuale insieme a lei e capendo che la ragazza aveva intenzione di provocare un altro "incidente", Yayoi avverte Kōta di quello che sta per succedere e in questo modo gli dà possibilità di fermare l'incontro, sventando la tragedia. Nonostante gli attacchi su di lei e Shima, Yayoi decide comunque di difendere Ayaka per evitare che venga espulsa dalla scuola, affermando che l'incidente di due anni prima non avrebbe potuto essere intenzionale.
Verso la fine della serie viene suggerito che Yayoi potrebbe avere una relazione con Ayaka, il che spiegherebbe i suoi continui rifiuti verso le advances di Pierre. Il suo nome deriva dalla stazione Fujisawa (藤沢駅?, Fujisawa eki) di Fujisawa.
Akira Kayama (栢山晶?, Kayama Akira)
Doppiatrice: Rie Tanaka
Una studentessa di Stellvia, compagna di classe di Shima. Elemento tranquillo e piuttosto taciturno all'interno della classe, Akira è la compagna di camera di Yayoi. Sebbene si irriti facilmente quando sta in mezzo alle persone troppo tempo, sembra che stia imparando ad apprezzare il tempo che passa con Yayoi, Shima, Arisa ed il resto del gruppo. È la ragazza di Joey, con cui litiga spesso e volentieri. Il suo nome deriva dalla stazione Kayama (栢山駅?, Kayama eki) di Odawara.
Masaru Odawara (原大小田?, Odawara Masaru)
Doppiatrice: Mitsuki Saiga
Uno studente di Stellvia, compagno di classe di Shima. Dai-chan (ダイちゃん?), come soprannominato dai compagni, è solitamente calmo e pacato, ma sa essere anche estremamente scaltro e subdolo, come dimostrato più volte verso la fine della serie. È estremamente goloso. Il suo nome deriva dalla stazione Odawara (小田原駅?, Odawara eki) di Odawara.
Joey Jones (ジョイ・ジョーンス?, Joi Jōnsu)
Doppiatore: Akio Suyama
Uno studente di Stellvia, compagno di classe di Shima. Forte ed entusiasta, Jojo (ジョジョ?), come è stato soprannominato dagli amici, non è molto bravo negli studi e nemmeno nel pilotaggio, cosa per la quale viene qualche volta punzecchiato dai compagni. Non è tuttavia un personaggio monodimensionale ed inizia ad uscire insieme ad Akira più tardi nella serie.
Pierre Takida (ピエール・タキダ?, Pieiru Takida)
Doppiatore: Yūji Ueda
Uno studente di Stellvia, compagno di classe di Shima. Pierre ha un bell'aspetto ed è un grande conversatore, ma non sembra avere molto più di questo. È invaghito di Yayoi, ma la ragazza rifiuta più volte le sue dichiarazioni.

### Big Four
Ayaka Machida (町田初佳?, Machida Ayaka)
Doppiatrice: Megumi Toyoguchi
Una studentessa di Stellvia ed il membro più competitivo dei Big Four. Nella prima parte della serie soffre di un complesso di inferiorità che la obbliga ad essere la migliore in tutto e la rende intollerante verso coloro che vede migliori di lei.
Due anni prima rispetto all'inizio della serie, quando Yayoi era sua compagna di classe, Ayaka causò un incidente alla ragazza per assicurarsi il posto di prima della classe. Gli eventi andarono però fuori controllo e Yayoi rischiò di perdere la vita, costringendo la stessa Ayaka a salvarla dall'incidente da lei causato. Yayoi fu ricoverata in ospedale con molte fratture e lasciò Stellvia per un certo periodo, ritornandovi due anni dopo insieme a Shima. Quando quest'ultima sembra superare in bravura perfino Ayaka, Yayoi nota che gli stessi avvenimenti che precedettero il suo incidente si stanno verificando nuovamente e, intuendo il pericolo, avvisa Kōta del possibile piano di Ayaka e dà modo al ragazzo di fermarlo.
Interrogata su cosa fosse veramente successo due anni prima, Yayoi dichiara che l'incidente non era intenzionale, salvando in questo modo Ayaka dall'espulsione. Vedendola pentita di quello che aveva fatto, Yayoi decide infine di perdonarla. Le due in seguito diventano ottime amiche e nell'ultimo episodio viene perfino suggerita una loro possibile relazione sentimentale. Il suo nome deriva dalla stazione Machida (町田駅?, Machida eki) di Machida.
Najima Gable (ナジマ・ゲブール?, Najima Gabūru)
Doppiatrice: Romi Paku
Una studentessa di Stellvia, unico membro femminile dei Big Four. È circondata da un alone di mistero, e ama dire frasi dal significato criptico. Cita spesso Shakespeare. Ha 19 anni.
Kent Austin (ケント・オースチン?, Kento Ōsuchin)
Doppiatore: Daisuke Kishio
Uno studente di Stellvia, membro dei Big Four. Particolarmente affezionato ad Ayaka, ama fornirle informazioni che la motivino a dare il meglio di sé ed è uno dei pochi, insieme a Yayoi, che si schiera in suo favore quando si deve decidere se espellerla o meno. Si schiera in favore di Ayaka. Ha 20 anni.
Ritsuo Sōjin (笙人律夫?, Sōjin Ritsuo)
Doppiatore: Nobuyuki Hiyama
Uno studente di Stellvia, membro dei Big Four. Ha sempre il viso coperto e, come affermato da Shima, i suoi comportamenti lo fanno sembrare del tutto simile ad un ninja. Ha 19 anni.

### Personale di Stellvia
Richard James (リチャード・ジェームス?, Richādo Jeimusu)
Doppiatore: Katsunosuke Hori
L'insegnante capo dell'accademia spaziale Stellvia ed anche la persona presente all'intervista di selezione di Shima. Inguaribile ottimista, a causa della sua gentilezza viene trattato da tutti come lo "zio di famiglia". È Richard la persona che incoraggia i suoi colleghi ad avere più fiducia negli studenti del primo anno quando gli eventi prendono risvolti critici. Ha una fede cieca nell'umanità.
Carl Hutter (カール・ヒュッター?, Kāru Hyuttā)
Doppiatore: Masahiko Tanaka
Un insegnante dell'accademia spaziale Stellvia. Impassibile e calmo durante tutta la durata della serie, Hutter gioca il ruolo di avvocato del diavolo contro l'ottimismo di Richard James. È in realtà un osservatore inviato da una civiltà aliena. Ama giocare a scacchi contro James.
Jinrai Shirogane (白銀迅雷?, Shirogane Jinrai)
Doppiatore: Keiji Fujiwara
Un insegnante dell'accademia spaziale Stellvia. È un fanatico di Astro Bowl (uno sport simile all'hockey su prato), che praticava quando ancora era uno studente. Appassionate e deciso, Jinrai diventa più di un semplice insegnante nel corso della serie. In passato era compagno di classe di Leila e Ren e per lungo tempo fu innamorato di quest'ultima, senza però venire ricambiato.
Leila Balt (レイラ・バルト?, Reira Baruto)
Doppiatore: Naomi Shindō
L'istruttrice che si occupa dell'addestramento dei piloti a Stellvia. Pilota d'elite da giovane, quando perse questo status passò un profondo periodo di depressione dal quale riuscii ad uscire dopo un incidente in una stazione spaziale che era in fase di costruzione. In seguito scelse di diventare un'istruttrice a Stellvia. Severa e impietosa durante le sue lezioni, è solita preoccuparsi molto per i suoi studenti.
Ren Renge (蓮花蓮?, Renge Ren)
Doppiatore: Michiko Neya
Un dottore di Stellvia. Ren ama flirtare e all'inizio della serie esce con molti uomini, rendendo Jinrai estremamente geloso. Rappresenta il classico stereotipo di insegnante d'educazione alla saluta, bella e sensibile. A causa del suo lavoro lavora a stretto contatto con i piloti, in particolar modo Kōta, che assiste spesso negli allenamenti. Ama giocare con i sentimenti di Jinrai.
Michio Orihara (織原道夫?, Orihara Michio)
Doppiatore: Yūsaku Yara
Il preside di Stellvia. Michio è un uomo saggio e coscienzioso e sa prendere le decisioni più giuste nei momenti difficili.

### Altri personaggi
Mia Glennorth (ミア・グレンノース?, Mia Guren'nōsu)
Doppiatrice: Yuki Matsuoka
La sorella minore di Arisa Glennorth. Il 40% del suo corpo è stato trasformato in una macchina in seguito ad un grave incidente nel passato. Nel 2359, due anni dopo la Genesis Mission, seguendo le orme della sorella si iscrive all'accademia di Stellvia. A bordo della Fujiyama, durante il viaggio di partenza, incontra e fa amicizia con Masato, il fratello minore di Shima.
Masato Katase (片瀬真人?, Katase Masato)
Doppiatore: Romi Paku
Il fratello minore di Shima. Precoce ed intelligente, seguendo le orme della sorella decide di iscriversi all'accademia di Stellvia. A bordo della Fujiyama, durante il viaggio di partenza, incontra e fa amicizia con Mia, sorella minore di Arisa.
Chiaki Katase (片瀬千秋?, Katase Chiaki)
Doppiatrice: Rumi Kasahara
La madre di Shima. Donna in carriera e grande lavoratrice, viene chiamata Chii-chan (ちーちゃん?) dalla figlia. Estremamente attaccata a quest'ultima, vi litiga quando decide di partire per Stellvia. Ancora irritata al momento della partenza, non riesce a comunicarle ciò che prova, errore al quale rimedia in seguito mandandole un messaggio televisivo prima dell'inizio della Genesis Mission.
Umihito Katase (片瀬海人?, Katase Umihito)
Doppiatore: Jūrōta Kosugi
Il padre di Shima. Viene chiamato da molti anni Il ragazzo del mare (うみひと君?, Umi-hito-kun).
Yōko Otoyama (音山陽子?, Otoyama Yōko)
Doppiatrice: Junko Sakuma
La sorella maggiore di Kōta. Possiede un osservatorio astronomico in Giappone. Ha conosciuto online il fratello di Shima.

## Le Foundation
Nel mondo di Stellvia sono presenti 6 Foundation (ファウンデーション?, Faundeishon), stazioni orbitanti nello spazio che svolgono varie funzioni, dal monitoraggio degli eventi dell'universo all'accoglienza di vari studenti provenienti dal pianeta Terra che desiderano studiare per diventare piloti spaziali.
Le 6 Foundation sono, dalla più vicina alla più lontana dal Sole:
| Foundation                         | Sigla        | Orbitante          | Stato     |
| ---------------------------------- | ------------ | ------------------ | --------- |
| Akapusu (アカプス?, Akapusu)       | FOUNDATION-1 | Attorno a Venere   | Attiva    |
| Stellvia (ステルヴィア?, Steruvia) | FOUNDATION-2 | Attorno alla Terra | Attiva    |
| Odissey (オデッセイ?, Odissei)     | FOUNDATION-3 | Attorno a Marte    | Attiva    |
| El_Santo (エルサント?, Erusanto)   | FOUNDATION-4 | Attorno a Giove    | Distrutta |
| Vision (ビジョン?, Bijon)          | FOUNDATION-5 | Attorno a Saturno  | Attiva    |
| Ultima (ウルティマ?, Urutima)      | FOUNDATION-6 | Non precisato      | Distrutta |

## Episodi
La serie animata è composta da 26 episodi, trasmessi tra il 2 aprile e il 24 settembre 2003 sulla rete televisiva TV Tokyo.
| Nº | Titolo italiano (traduzione letterale) Giapponese 「Kanji」 - Rōmaji | In onda           | In onda |
| Nº | Titolo italiano (traduzione letterale) Giapponese 「Kanji」 - Rōmaji | Giapponese        |         |
| 1  | Benvenuti 「ようこそ」 - Yōkoso                                      | 2 aprile 2003     |         |
| 2  | Confusione 「とまどい」 - Tomadoi                                    | 9 aprile 2003     |         |
| 3  | Chiedo scusa 「ごめんなさい」 - Gomen nasai                          | 16 aprile 2003    |         |
| 4  | Farò del mio meglio 「がんばります」 - Ganbarimasu                   | 23 aprile 2003    |         |
| 5  | L'occasione 「きっかけ」 - Kikkake                                   | 30 aprile 2003    |         |
| 6  | Non perderò 「まけません」 - Makemasen                               | 7 maggio 2003     |         |
| 7  | È irritante 「くやしいよ」 - Kuyashii yo                             | 14 maggio 2003    |         |
| 8  | Io? 「わたしですか？」 - Watashi desu ka?                            | 21 maggio 2003    |         |
| 9  | Me ne vado 「いってきます」 - Ittekimasu                             | 28 maggio 2003    |         |
| 10 | Bentornato 「おかえりなさい」 - Okaeri nasai                         | 4 giugno 2003     |         |
| 11 | Il vero te 「ほんとうのあなた」 - Hontō no anata                     | 11 giugno 2003    |         |
| 12 | La confessione 「こくはく」 - Kokuhaku                               | 18 giugno 2003    |         |
| 13 | Vacanze d'inverno 「ふゆやすみ」 - Fuyu yasumi                       | 25 giugno 2003    |         |
| 14 | Sogno e realtà 「ゆめとげんじつ」 - Yume to genjitsu                 | 2 luglio 2003     |         |
| 15 | Non capisco 「わかりません」 - Wakarimasen                           | 9 luglio 2003     |         |
| 16 | Sospettato 「うたがいのなかで」 - Utagai no naka de                  | 16 luglio 2003    |         |
| 17 | La battaglia 「たたかい」 - Tatakai                                  | 23 luglio 2003    |         |
| 18 | Una voce lontana 「とおいこえ」 - Tōi koe                            | 30 luglio 2003    |         |
| 19 | Piagnucolona irritabile 「なきんぼ おこりんぼ」 - Nakinbo okorinbo   | 6 agosto 2003     |         |
| 20 | Il futuro in te 「みらいをきみに」 - Mirai o kimi ni                 | 13 agosto 2003    |         |
| 21 | Il muro invisibile 「みえないかべ」 - Mienai kabe                    | 20 agosto 2003    |         |
| 22 | La strada di ognuno 「それぞれのみち」 - Sorezore no michi           | 27 agosto 2003    |         |
| 23 | È per questo che ci sei 「だからあなたがいる」 - Dakara anata ga iru | 3 settembre 2003  |         |
| 24 | Di nuovo il buio 「ふたたびのやみ」 - Futatabi no yami               | 10 settembre 2003 |         |
| 25 | Addio 「さよなら」 - Sayonara                                        | 17 settembre 2003 |         |
| 26 | Confusione 「とまどい」 - Tomadoi                                    | 9 aprile 2003     |         |

## Sigle
Sigla di apertura
Asu e no brilliant road (明日へのbrilliant road?, lett. "Una strada brillante verso il domani") degli angela (episodi 1-26)
Sigle di chiusura
Kirei na yozora (綺麗な夜空? lett. "Uno splendido cielo notturno") degli angela (episodi 1-10, 12, 14, 19)
"The end of the world" degli angela (episodi 11, 13, 15-18, 20-25)
"Dear my best friend" degli angela (episodio 26)